# Toni Kinshofer

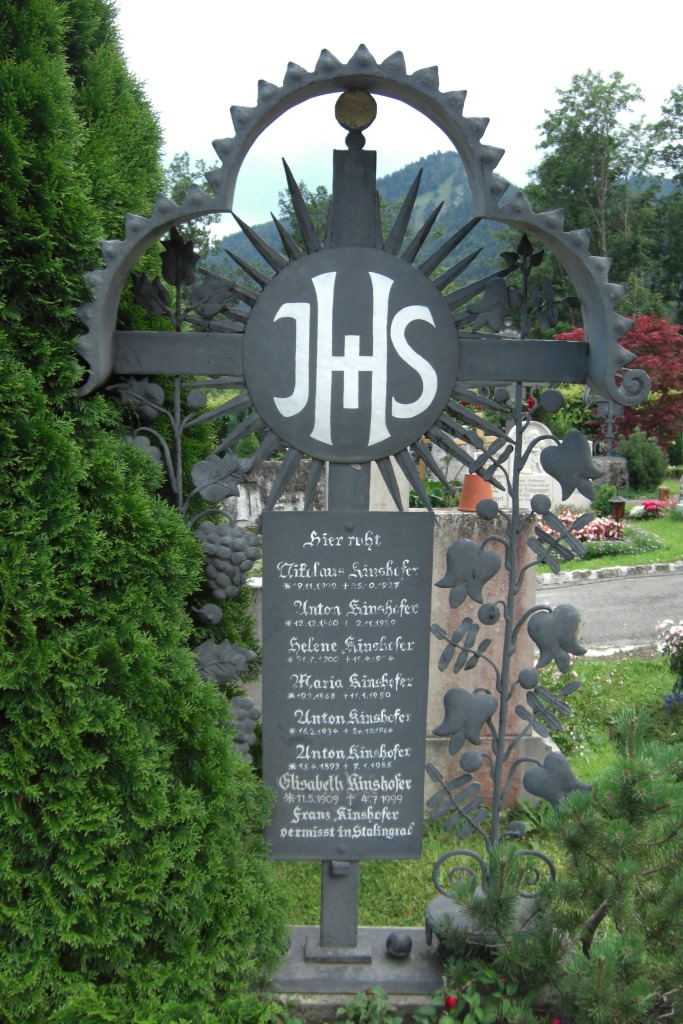
Grab von Toni Kinshofer auf dem Bergfriedhof in Bad Wiessee

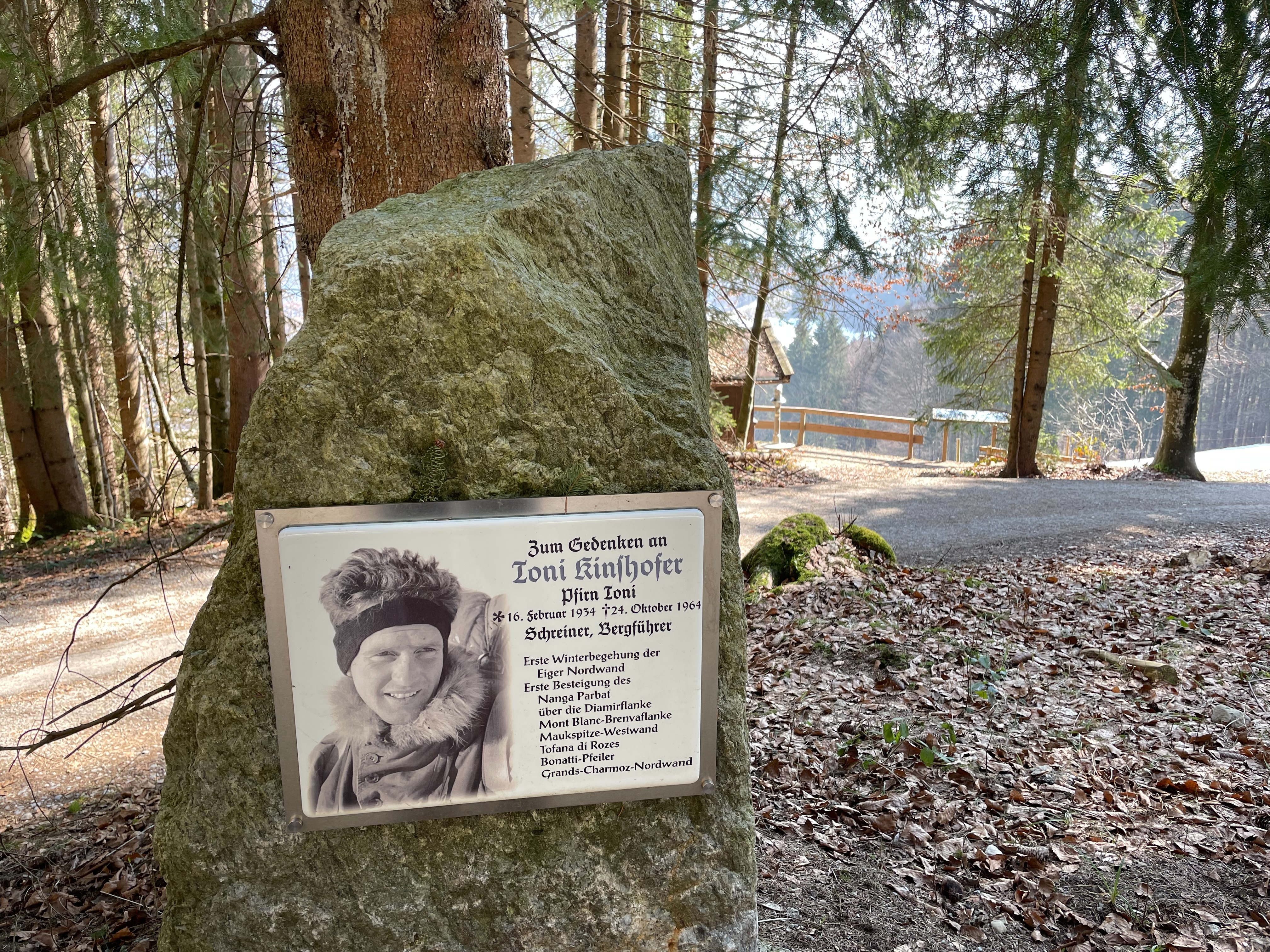
Gedenktafel bei der Prinzenruh, Bad Wiessee

Toni Kinshofer (* 16. Februar 1934 in Bad Wiessee; † 24. Oktober 1964 in Baden-Baden) war ein deutscher Bergsteiger. Von Beruf war er Schreiner.
Ihm gelang am 23. Juni 1962 zusammen mit Siegfried Löw und Anderl Mannhardt die erste Besteigung des Nanga Parbat über die Diamirflanke und damit die zweite Besteigung des Nanga Parbat überhaupt.  Zusammen mit Mannhardt, Toni Hiebeler und Walter Almberger hatte er 1961 auch die erste Winterbegehung der Eiger-Nordwand unternommen. Kurz zuvor war ihm zusammen mit Mannhardt und Hiebeler die erste Winterüberschreitung des Karwendel-Hauptkamms gelungen.
Weitere bedeutende Unternehmungen waren:
- 1958 Maukspitze-Westwand
- 1959 Tofana di Rozes
- 1960 Bonattipfeiler, 11. Begehung
- 1961 Mont Blanc-Brenvaflanke
- 1961 Grands-Charmoz-Nordwand
- 1963 „Franzosenführe“ an der Nordwand der Westliche Zinne

Am 24. Oktober 1964 stürzte Kinshofer im Klettergarten am Battert im Schwarzwald ab und erlag seinen Verletzungen im Spital in Baden-Baden. Sein Grab befindet sich auf dem Bergfriedhof von Bad Wiessee.

## Benennungen und Erinnerungen
- Toni Kinshofer ist Namensgeber für den heutigen Normalweg auf den Nanga Parbat, die Kinshoferroute.
- Der Gemeinderat von Bad Wiessee benannte zu Kinshofers 50. Todestag den Wiesseer Höhenweg vom Freihaus zum Sonnenbichl nach Kinshofer („Toni-Kinshofer-Weg“).
- Auf dem Kampen, einem Berg bei Bad Wiessee, erinnert ein Gedenkkreuz an Kinshofer.[2]
- Bei der Prinzenruh, einem Aussichtspunkt bei Bad Wiessee, erinnert eine Gedenktafel an Kinshofer.